# Porte Dauphine (metrostation)
Porte Dauphine is een ondergronds station van de metro in Parijs langs metrolijn 2, en een naburige bovengrondse tramhalte van tramlijn 3b in het 16e arrondissement. Het metrostation is het eindstation van metrolijn 2 en heeft een eigen keerlus, hetgeen een vergelijking met een tennisracket oproept; de perrons liggen niet parallel vóór de keerlus, maar langs de uiteenlopende sporen. De keerlus zelf heeft een zeer nauwe boogstraal, amper 30 meter.
Onder het station ligt het station van de RER langs lijn C: station Avenue Foch.

## Geschiedenis
Het station werd geopend op 13 december 1900 langs metrolijn 2, die op dat moment slechts tot station Étoile (het huidige station Charles de Gaulle - Étoile) liep. Pas in 1903 was de lijn compleet tot station Nation.

## Bezienswaardigheden
Het station zelf is bekend voor de art-nouveau-overkapping van de ingang langs de Place des Généraux du Trentinian, die in 1900 werd ontworpen door Hector Guimard.

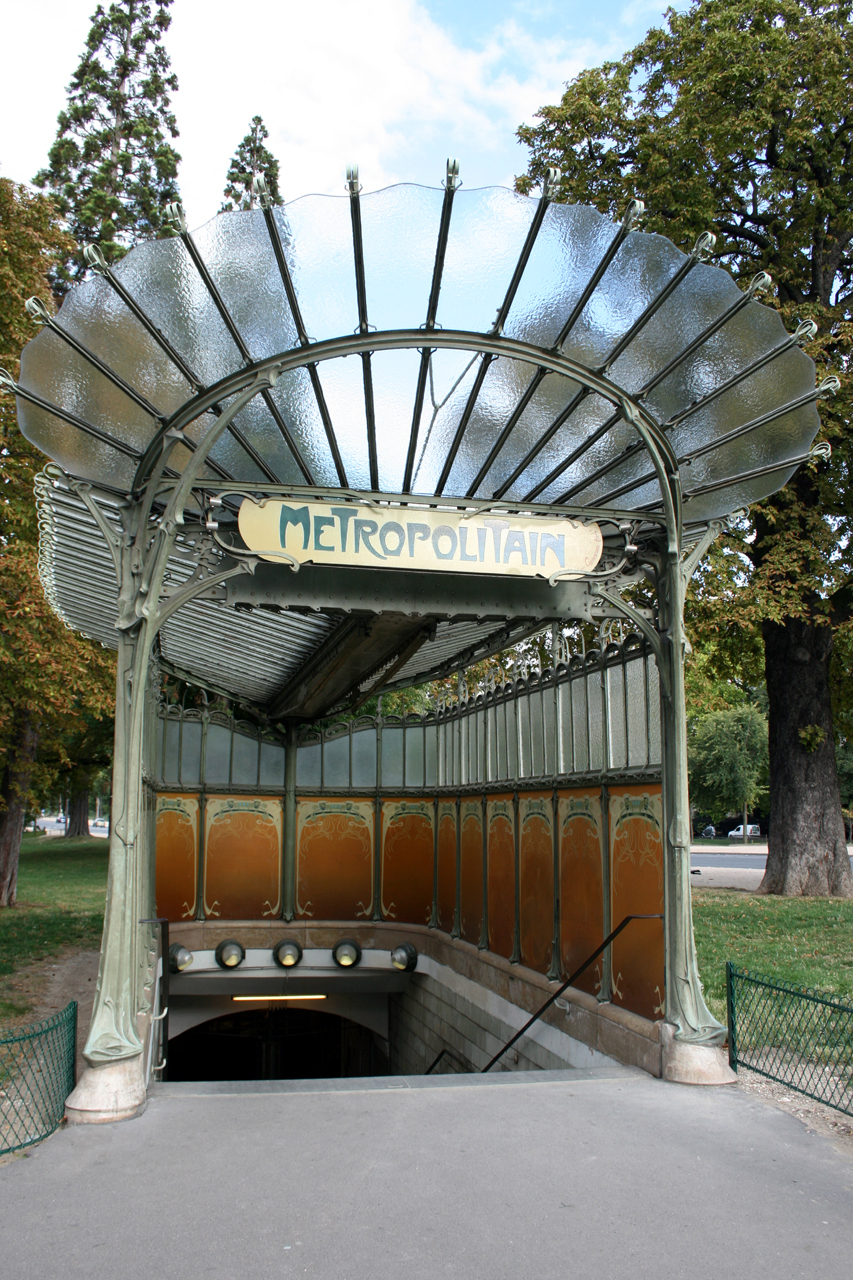
Het befaamde door Guimard ontworpen toegangsgebouwtje

In de nabije omgeving bevindt zich de Université Paris-Dauphine, opgericht in 1968.

## Aansluitingen
- Bus (RATP): PC1

Porte Dauphine · 
Victor Hugo · 
Charles de Gaulle - Étoile · 
Ternes · 
Courcelles · 
Monceau · 
Villiers · 
Rome · 
Place de Clichy · 
Blanche · 
Pigalle · 
Anvers · 
Barbès - Rochechouart · 
La Chapelle · 
Stalingrad · 
Jaurès · 
Colonel Fabien · 
Belleville · 
Couronnes · 
Ménilmontant · 
Père Lachaise · 
Philippe Auguste · 
Alexandre Dumas · 
Avron · 
Nation